# ASCL2
ASCL2 (del inglés "Achaete-scute complex homolog 2 (Drosophila)") es un gen humano susceptible de generar impronta genética.
Este gen es miembro de la familia de factores de transcripción con un dominio hélice-bucle-hélice. Activa la transcripción mediante su unión a las E-box (5'-CANNTG-3'). La dimerización con otras proteínas de la misma familia es requerida para una eficiente unión al ADN. Esta proteína también está implicada en la determinación de los precursores neuronales en el sistema nervioso periférico y en el sistema nervioso central.

## Interacciones
La proteína ASCL2 ha demostrado ser capaz de interaccionar con:
- NCOA6[2]
- RBBP5[2]